# Giuseppe Bernardino Bison
Giuseppe Bernardino Bison  (* 16. Juni 1762 in Palmanova; † 24. August 1844 in Mailand) war ein italienischer Maler des Klassizismus. 

## Leben

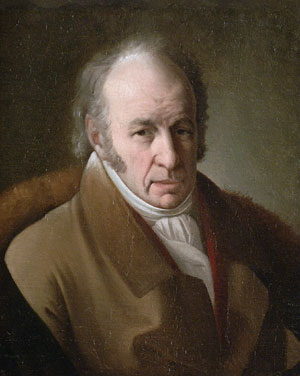
Porträt des Giuseppe Tominz von Bison, um 1830

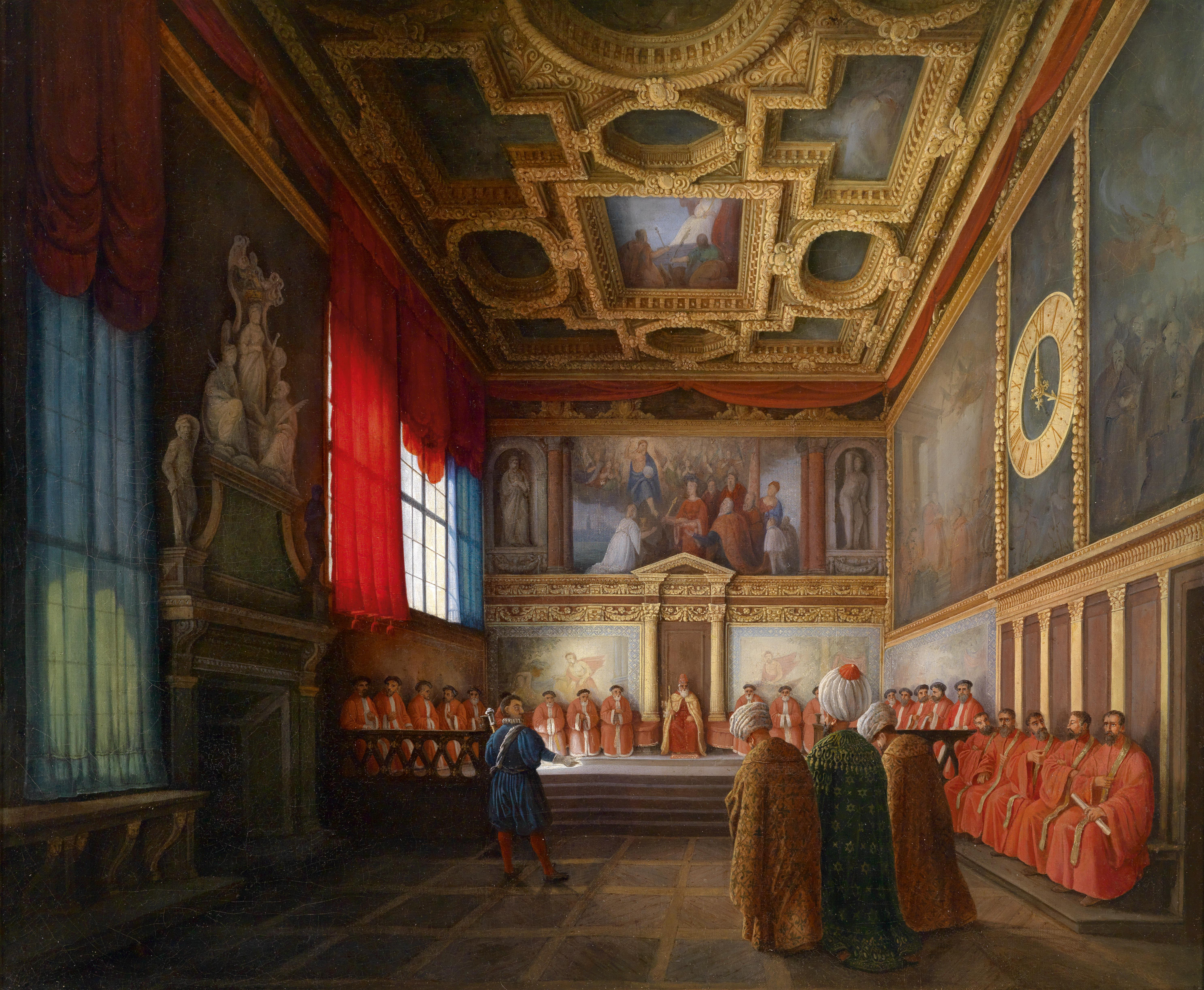
Audienz einer osmanischen Gesandtschaft in der Sala del Collegio des Dogenpalasts, Öl auf Leinwand, 68,5 mal 83 cm, Ende 18. Jahrhundert

Giuseppe Bernardino Bison wurde am 16. Juni 1762 in Palmanova geboren. Zusammen mit seinen beiden venezianischen Eltern zog Bison nach Brescia, wo er sein Kunststudium aufnahm und ein Schüler von Gerolamo Romani wurde. Später kehrte die Familie nach Venedig zurück. 
In der Lagunenstadt setzte Bison sein Kunststudium unter Giovanni Antonio Canal fort und freundete sich mit dem Architekten des Teatro La Fenice, Gian Antonio Selva (1751–1819), an. Mit dessen Hilfe erhielt Bison die Stelle eines Bühnenmalers und arbeitete in den folgenden Jahren an den Opernhäusern von Venedig, Treviso, Gorizia und Triest. 
1787 folgte Bison seinem Gönner Selva nach Ferrara und später nach Treviso (1793), um schließlich verstärkt in Triest zu wirken. In der Hafenstadt war er unter anderem in Palazzo Carciotti, Palazzo della Borsa und in der Kirche Santa Maria Maggiore tätig. 1831 oder 1833 verließ Bison Triest, um in Mailand an der Accademia di Belle Arti di Brera tätig zu werden. 
Bison starb am 24. August 1844 in Mailand in ärmlichen Verhältnissen.